# Berezhnói (Abinsk, Krasnodar)
Berezhnói (del ruso: Бережной) es un jútor del raión de Abinsk del krai de Krasnodar en el sur de Rusia. Está situado en la orilla derecha del río Abin, 5 km al noroeste de Abinsk y 72 km al suroeste de Krasnodar, la capital del krai. Tenía 151 habitantes en 2010.
Pertenece al municipio Abínskoye.